# Kopanki
Kopanki este o arie protejată (sit de importanță comunitară — SCI) din Polonia întinsă pe o suprafață de 0,53 ha, integral pe uscat.

## Localizare
Centrul sitului Kopanki este situat la coordonatele 52°17′19″N 16°18′58″E / 52.2887°N 16.3162°E.

## Înființare
Situl Kopanki a fost declarat sit de importanță comunitară în aprilie 2004 pentru a proteja 1 specie de animale.

## Biodiversitate
Situată în ecoregiunea continentală, aria protejată nu include niciun habitat protejat.
La baza desemnării sitului se află o specie protejată de  mamifere: liliac comun (Myotis myotis).